# Dubové (powiat Turčianske Teplice)
Dubové (węg. Dubovó, od 1899 Turóctölgyes, niem. Daun) – wieś i gmina (obec) w powiecie Turčianske Teplice, kraju żylińskim, w północno-centralnej Słowacji. Znajduje się w Kotlinie Turczańskiej, na wschodnich zboczach wzgórza Diel (542 m), nad potokiem Besná voda. 
Wieś po raz pierwszy wzmiankowana w roku 1262 pod nazwą Doba.

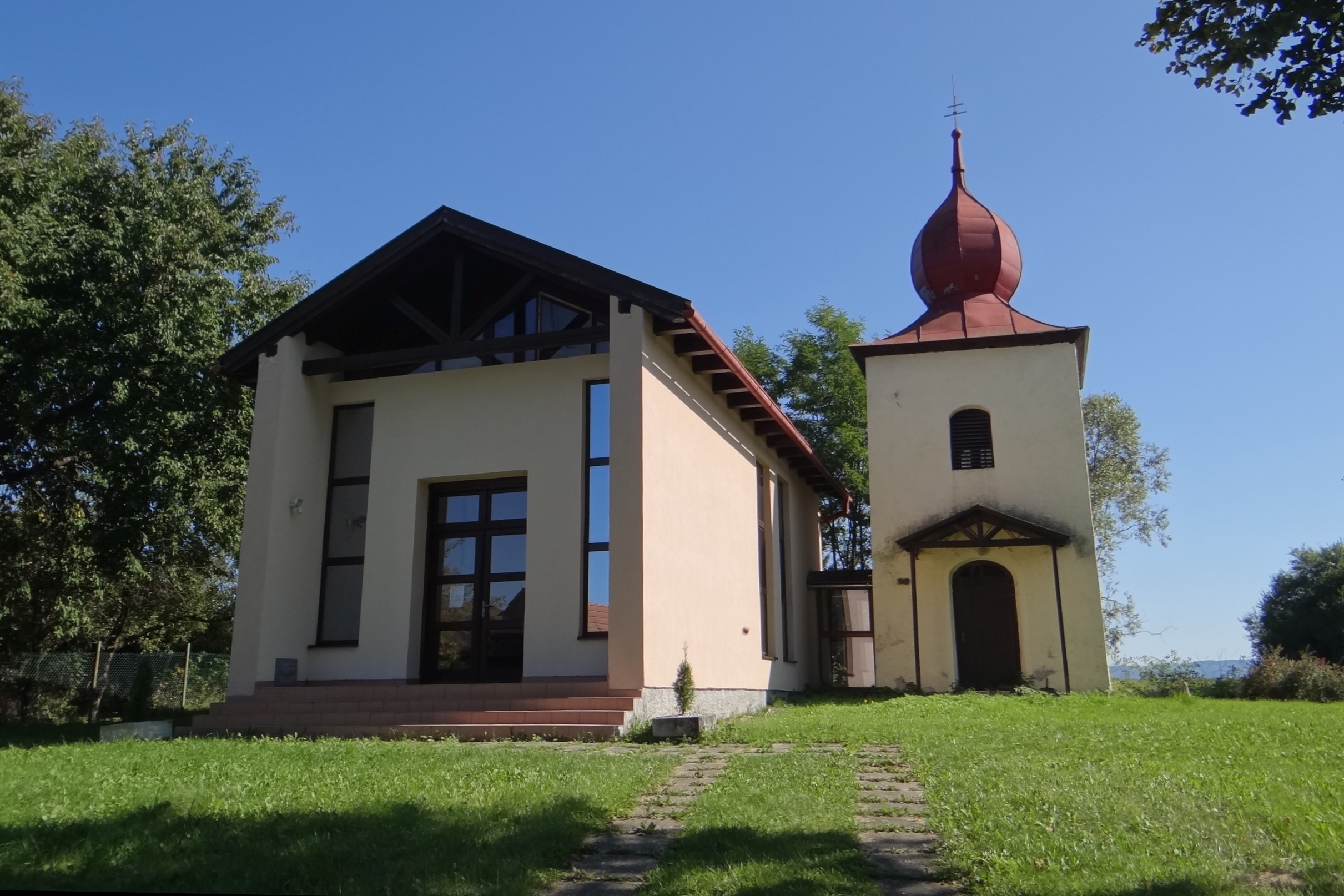
Kościół greckokatolicki
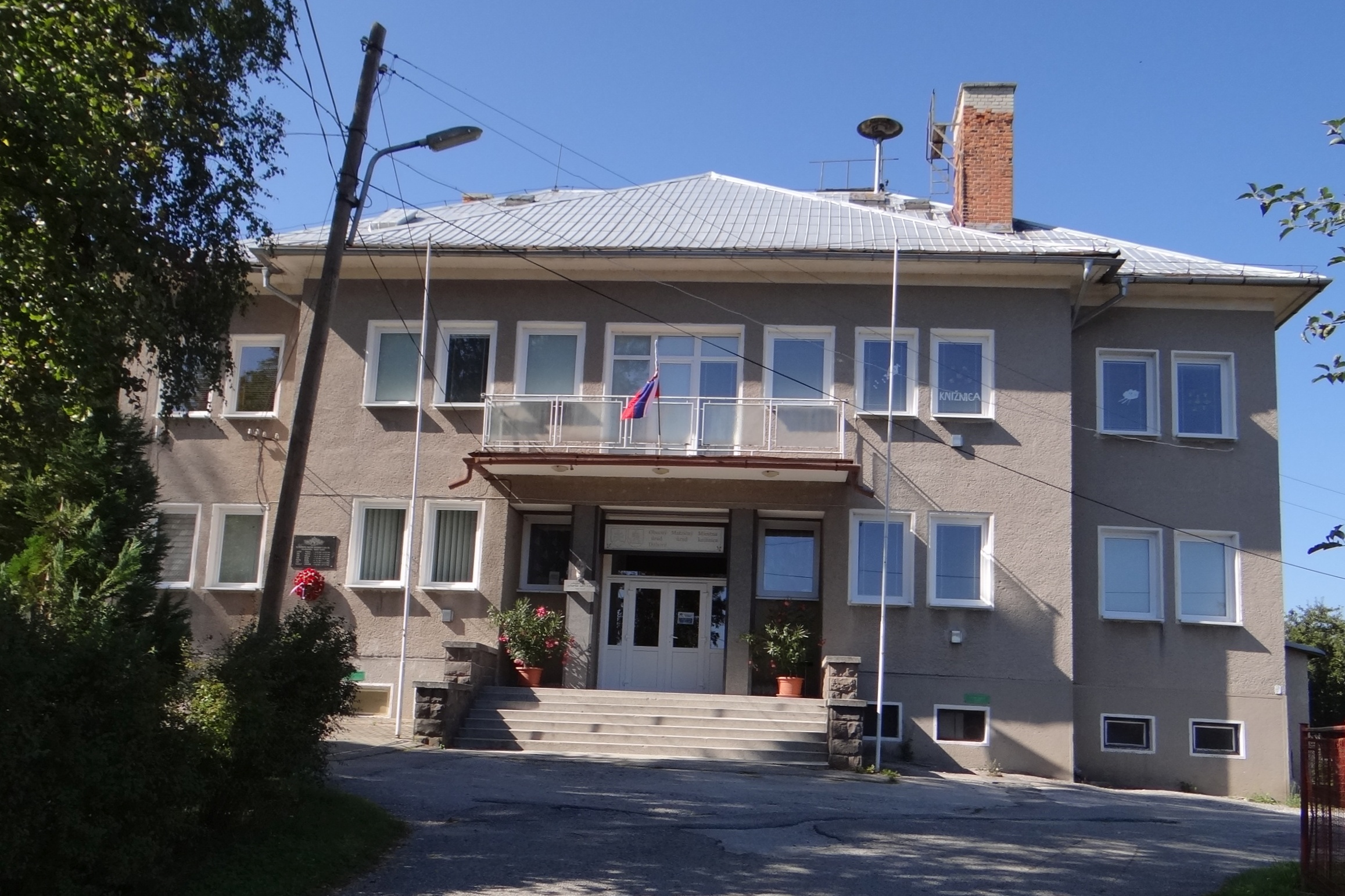
Urząd gminy
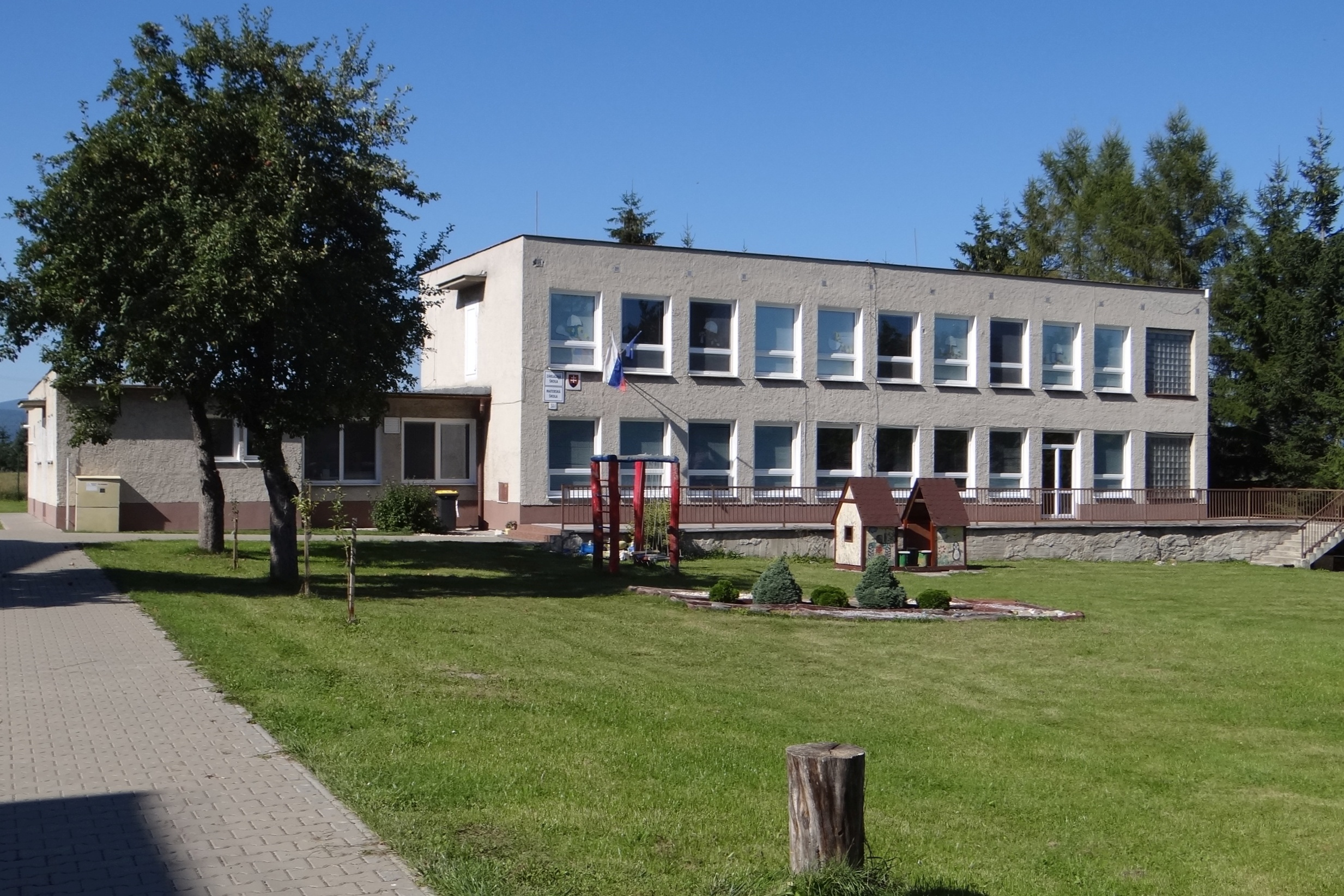
Szkoła
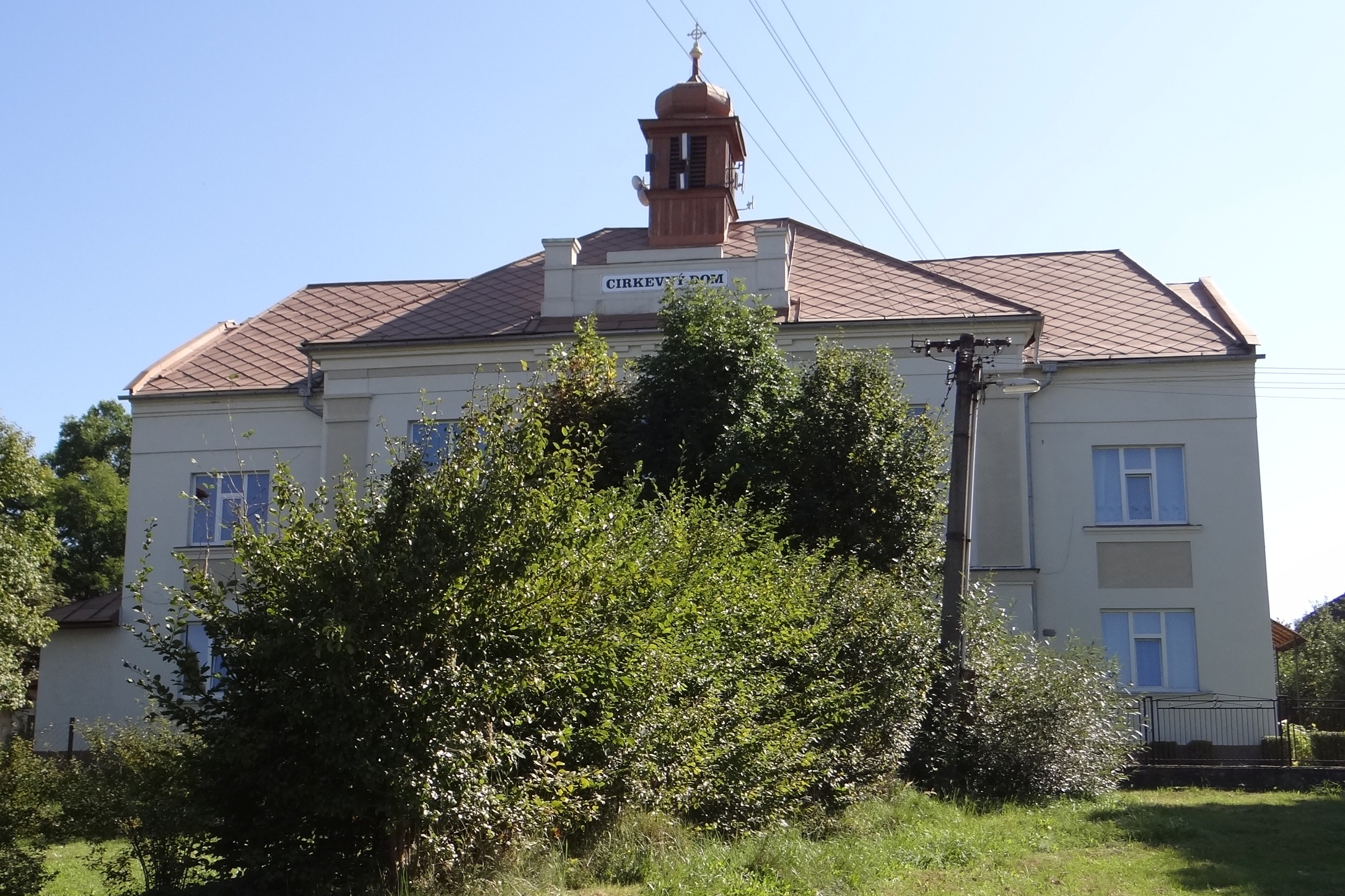
Dom cerkiewny
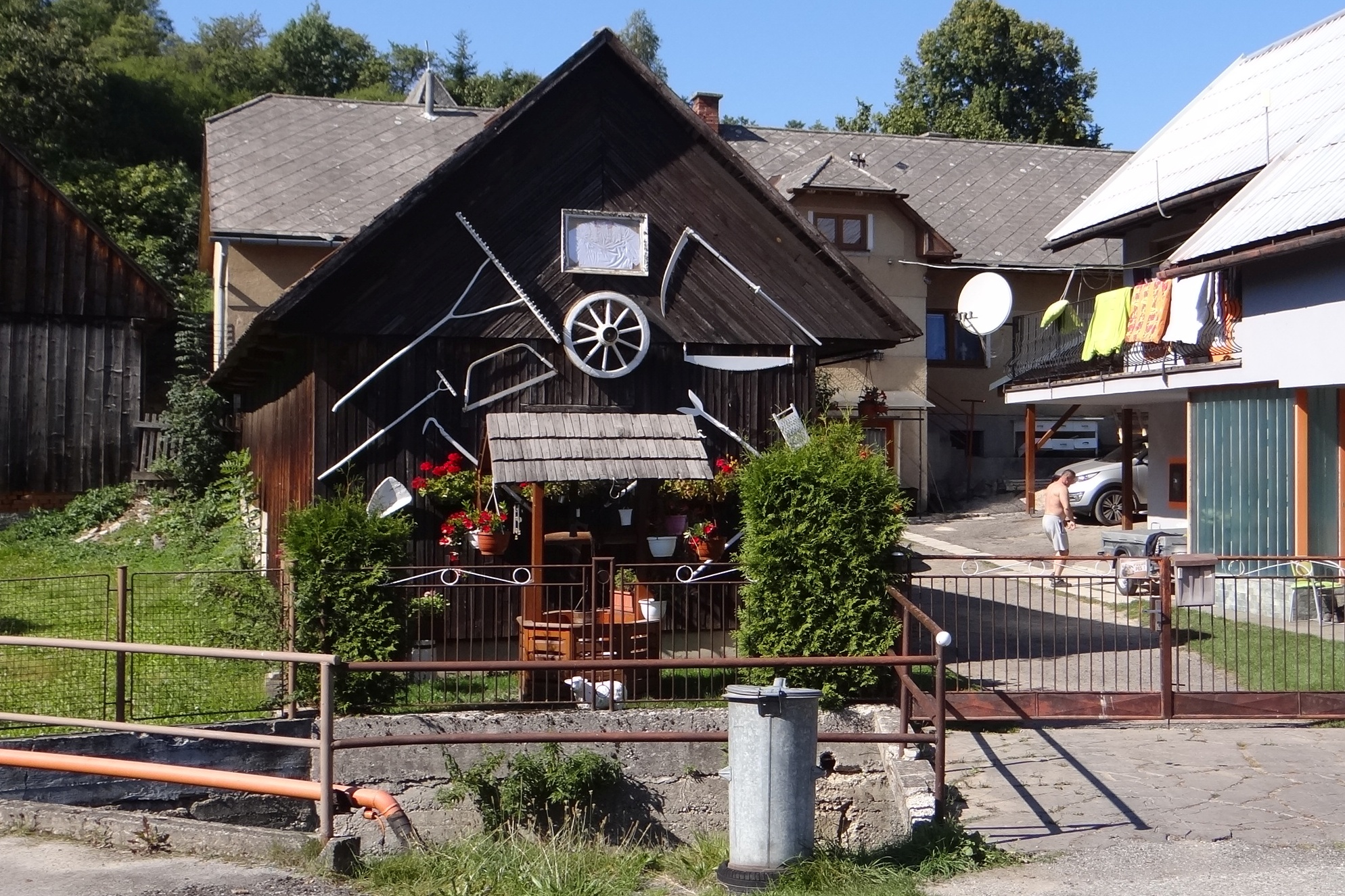
Jeden z domów
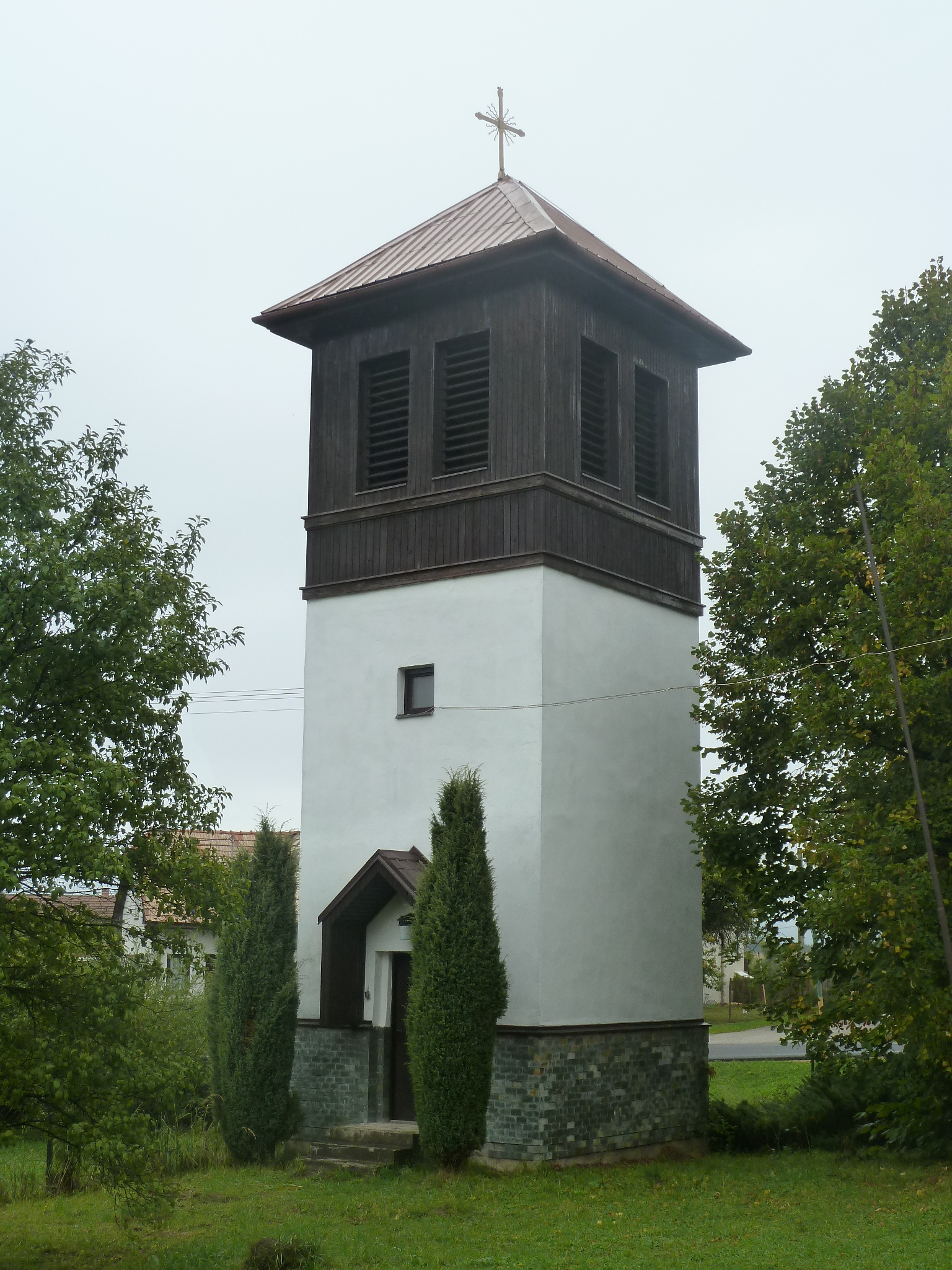
Dzwonnica